# Stary Grodków
Stary [pronunciación en polaco: /ˈstarɨ ɡrɔtkuf/] (en alemán: Alt Grottkau) es un pueblo en el distrito administrativo de Gmina Skoroszyce, dentro del Distrito de Nysa, Voivodato de Opole, en el suroeste de Polonia. Se encuentra a unos 6 kilómetros norte de Skoroszyce, 21 kilómetros al norte de Nysa, y 38 kilómetros al oeste de la capital regional, Opole.